# Девід Чарльз Джонс
Девід Чарльз Джонс (англ. David Charles Jones; 9 липня 1921, Абердин — 10 серпня 2013, Потомак-Фолз) — американський воєначальник, генерал Повітряних сил США (1971), 9-й голова Об'єднаного комітету начальників штабів США (1978—1982) та 9-й начальник штабу Повітряних сил (1974—1978). Учасник Другої світової та Корейської війн, а також війни у В'єтнамі.

## Біографія
Військова кар'єра
- 6 лютого 1943 — другий лейтенант
- 28 лютого 1944 — перший лейтенант
- 11 квітня 1946 — капітан
- 5 лютого 1951 — майор
- 1 червня 1953 — підполковник
- 23 квітня 1957 — полковник
- 1 грудня 1965 — бригадний генерал
- 1 листопада 1967 — генерал-майор
- 1 серпня 1969 — генерал-лейтенант
- 1 вересня 1971 — генерал

Девід Чарльз Джонс народився 9 липня 1921 року в Абердині, штат Південна Дакота, і виріс у Майноті, штат Північна Дакота, закінчив середню школу Майнота та здобув освіту в Університеті Північної Дакоти в Гранд-Форксі та в педагогічному коледжі штату Майнот. Навчаючись у коледжі, він отримав ліцензію приватного пілота за Програмою підготовки цивільних пілотів. У квітні 1942 року він покинув коледж і поступив на службу до ПС армії США.
У лютому 1943 року Джонс закінчив льотну школу Росвелл у Нью-Мексико, отримав кваліфікацію пілота та звання другого лейтенанта ПС армії США. Після служби пілотним інструктором у Нью-Мексико, Аризоні та Техасі, Джонс був призначений до 3-ї аварійно-рятувальної ескадрильї 5-ї повітряної армії в 1945 році. Він почав як пілот, керуючи летючими човнами «Каталіна», а потім став командиром ескадрильї.
З 1948 по 1949 рік Джонс був інструктором підрозділу, а потім помічником офіцера з операцій і навчання в 2236-му навчальному центрі резерву ПС, Годмен-Філд. Також у цей період він пройшов навчання на спеціалізованих курсах професійної військової підготовки.
У січні 1950 року Джонс отримав призначення до 19-ї бомбардувальної ескадрильї на авіабазі Марч, Каліфорнія. Він налітав понад 300 годин, виконуючи бойові завдання над Північною Кореєю, коли ескадрилья була однією з перших бомбардувальних підрозділів, які взяли участь у Корейській війні. У травні 1953 року він перейшов з бомбардувальників на літаки-заправники, прийнявши в березні командування 22-ю ескадрильєю дозаправлення у повітрі. У червні 1953 року отримав звання підполковника, наступного року призначений командиром 33-ї бомбардувальної ескадрильї.
Потім Джонс служив у штаб-квартирі Стратегічного повітряного командування, авіабаза Оффутт, штат Небраска.
У 1960 році Джонс закінчив Національний воєнний коледж США. Після цього Джонса призначили на чотири роки в управління операцій штабу авіації. На посаді начальника відділення пілотованих систем він працював над проєктом бомбардувальника B-70. Потім продовжив службу на посадах заступника начальника та начальника стратегічного відділу. Після підготовки на пілота винищувачів F-100 і F-4 Джонс прийняв командування 33-м тактичним винищувальним крилом авіабази Еглін, штат Флорида.
Потім Джонс служив на ключових посадах у формуваннях ПС США в Європі. У лютому 1969 року Джонс був призначений до штабу 7-ї повітряної армії на аеродромі Тан Сон Нхут, В'єтнам, на посаду заступника начальника штабу з операцій, а в червні став заступником командира. Отримавши звання генерал-лейтенанта, він повернувся до SAC у серпні 1969 року як командувач 2-ї повітряної армії зі штаб-квартирою на авіабазі Барксдейл, Луїзіана.
У квітні 1971 року Джонс повернувся до Повітряних сил США в Європі (USAFE) на посаду заступника командувача. У серпні він прийняв командування USAFE і 4-м об'єднаним тактичним командуванням, а у вересні отримав звання генерала. На посаді командувача 4-м Командуванням тактичними повітряними силами НАТО Джонс керував міжнародною командою планування, яка об'єднала повітряні сили центрального регіону в більш згуртовану організацію. Ключовим для цих зусиль було створення ним невеликого оперативного штабу та штабу планування Союзних повітряних сил у Центральній Європі.
У липні 1974 року, зважаючи на кар'єру генерала Джонса, яка включала оперативні та командні посади в підрозділах бомбардувальної, заправної, навчально-тренувальної та винищувальної авіації, а також досвід роботи на штабних посадах в органах військового управління різного рівня, президент Річард Ніксон призначив його дев'ятим начальником штабу ПС США, на заміну генералу Джорджу С. Брауну, який став восьмим головою Об'єднаного комітету начальників штабів. Будучи начальником штабу ПС, генерал Джонс відповідав за організацію управління, навчання, тренування та оснащення всіх льотчиків американських ПС. Під час свого перебування на посаді генерал Джонс також виступав за розвиток високотехнологічних систем озброєнь майбутнього, а також реорганізував командну структуру ПС. Він підтримував модернізацію військової авіації шляхом розвитку та запровадження таких систем, як F-15, F-16, A-10 і E-3A.
21 червня 1978 року президент Джиммі Картер призначив генерала Девіда К. Джонса на посаду голови Об'єднаного комітету начальників штабів, замінивши генерала Джорджа С. Брауна, який пішов у відставку за станом здоров'я. Генерал Джонс став єдиним головою Об'єднаного комітету начальників штабів, який не закінчив ні коледжу, ні військової академії. Девід Джонс став головою ОКНШ у період збільшення радянського військового арсеналу та появи ісламістських збройних формувань у регіоні Перської затоки, що розцінювалися експертами з безпеки західних держав загрозою. Генерал Джонс також сприяв збільшенню фінансування оборонного відомства у відповідь на зростання радянської загрози та через те, що Об'єднаний комітет начальників штабів продовжував виступати за глибоку модернізацію стратегічних сил.